# NHLH1
NHLH1‏ (Nescient helix-loop-helix 1) هوَ بروتين يُشَفر بواسطة جين NHLH1 في الإنسان.